# Simpang Tiga (Kluet Tengah)
Simpang Tiga is een bestuurslaag in het regentschap Aceh Selatan van de provincie Atjeh, Indonesië. Simpang Tiga telt 606 inwoners (volkstelling 2010).